# DR 137 055 bis 057
Die Triebwagen 137 055 bis 057 und 137 111 bis 116 gehörten zu einer Triebwagenbaureihe, die ursprünglich mit 300 PS Leistung für die Deutsche Reichsbahn als 300-PS-Hauptbahntriebwagen gebaut wurde.

## Geschichte

### Reichsbahn-Zeit
Nach den positiven Ergebnissen der Prototypwagen DR 137 025 bis 027 bestellte die Deutsche Reichsbahn drei Triebwagen der gleichen Ausführung bei den Linke-Hoffman-Werken in Breslau, die 1934 ausgeliefert wurden. 1935 folgten sechs weitere Fahrzeuge bei der gleichen Firma. Gleichzeitig wurden für die Fahrzeuge Steuerwagen mit beschafft.
Alle neun Triebwagen waren zunächst im Bahnbetriebswerk Allenstein in Ostpreußen eingesetzt. Zu Kriegszeiten waren die Fahrzeuge zunächst längere Zeit abgestellt. Erst 1941/42 wurden sie für Zwecke der Wehrmacht wieder in Betrieb genommen.

### Nachkriegsära

#### ČSD M 261.001
Alle Triebwagen überstanden den Zweiten Weltkrieg. 137 055 und 137 111 gelangten zu den ČSD, wo vom 137 055 bekannt ist, dass er von 1945 bis 1951 als M 261.001 im Einsatz war. Danach wurde er als Beiwagen CDalm umgebaut und bis 1960 weiterbetrieben. Nach einem Brand wurde er ausgemustert.

#### DR 137 112
Der 137 112 verblieb bei der DR, wo er 1969 ausgemustert wurde.

#### DB VT 51
Alle anderen Triebwagen kamen zu der Deutschen Bundesbahn, wo sie die Baureihenbezeichnung VT 51.0 (erste Serie) und VT 51.1 (zweite Serie) erhielten. Sie wurden in Frankfurt am Main eingesetzt und um 1955 ausgemustert. Die beiden Triebwagen der ersten Serie waren bereits 1951 zu den Steuerwagen VS 145 407 (ab 1968 945 907-4) und 408 umgebaut worden, die 1966 und 1972 zerlegt wurden. Der 137 116 kam nach der Ausmusterung zur Bremervörde-Osterholzer Eisenbahn (seit 1981 Eisenbahnen und Verkehrsbetriebe Elbe-Weser) und wurde dort als T 170 eingesetzt. Das Fahrzeug ist erhalten geblieben und wird in Zeven durch Eisenbahnfreunde betreut.

## Technische Beschreibung
Die Fahrzeuge ähneln vom Aufbau her den Prototypwagen, jedoch wurde bei ihnen die Schürze weggelassen. Sie sind ähnlich aufgebaut wie die 302-kW-Triebwagen, besitzen jedoch einen Motor OM 85 mit 300 PS anstatt 410 PS. Dadurch war die Höchstgeschwindigkeit geringer. Der Wagenkasten war etwas geändert und für den Betrieb auf weniger frequentierten Hauptstrecken angepasst.